# Hanka Krawcec

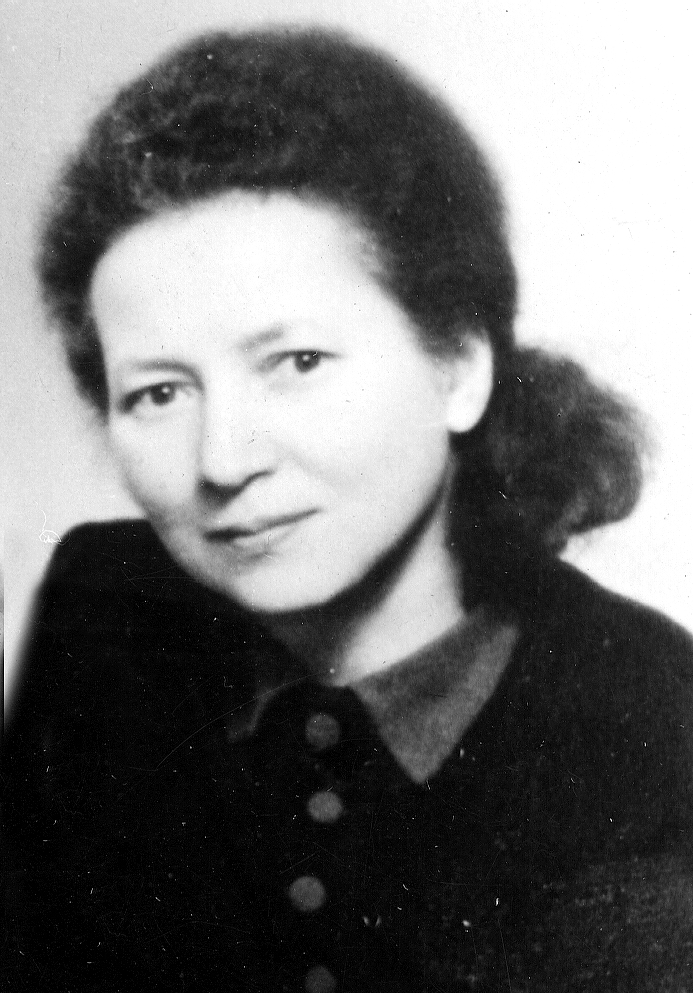
Hanka Krawcec (um 1935)

Hanka Krawcec (deutsch Hannah Schneider; * 13. März 1901 in Dresden, Deutsches Kaiserreich; † 19. Oktober 1990 in Filipov, Tschechoslowakei) war eine sorbische Malerin und Grafikerin. Sie schuf den Entwurf für das Symbol der Domowina und erhielt 1982 den Ćišinski-Preis.

## Leben
Hanka Krawcec wurde am 13. März 1901 in Dresden geboren. Sie war das dritte von vier Kindern des Komponisten, Dirigenten und Musikpädagogen Bjarnat Krawc (deutsch Bernhard Schneider) und seiner Frau Alma. Sie hatte das künstlerische Talent ihrer Mutter geerbt und strebte danach, Malerin zu werden. Ihr Vater hatte für sie den Beruf einer Sekretärin vorgesehen, ermöglichte ihr aber doch eine künstlerische Ausbildung.
Krawcec besuchte nach dem Abitur die Akademie für Kunstgewerbe bei den Professoren Arno Drescher und Georg Erler. Sie gehörte zu den ersten Frauen, die dort einen Abschluss erwarben. Danach ging sie 1921 zum Steingräber-Verlag in Leipzig, wo sie das künstlerische Buchbinden erlernte. Im folgenden Jahr nahm Krawcec mit dem Chor der Lausitzer Sorben an einer Reise nach Prag teil. Ihr Vater leitete drei Konzerte und ein prägendes Ereignis war für sie der Empfang durch Präsident Masaryk. Von 1922 bis 1924 arbeitete sie als Verkäuferin bei den Deutschen Werkstätten Hellerau.
Krawcec erhielt Ende 1924 ein Stipendium des Lausitzer Priesterseminars und begann ein Studium an der Kunstgewerbeschule in Prag. Sie besuchte die Klasse für angewandte Grafik bei František Kysela und nahm abends Unterricht im Aktzeichnen bei Karel Špillar. Mikoláš Aleš wurde ihr größtes künstlerisches Vorbild. Seine Illustrationen führten sie zu den Romanen von Alois Jirásek. Krawcec lernte Tschechisch und begann Bücher von Jan Neruda und Petr Bezruč zu lesen. In Prag lernte sie bedeutende Persönlichkeiten der tschechischen Kultur kennen, wie den Historiker Václav Vilém Štech, den Komponisten Emil František Burian oder den Schriftsteller Max Brod. Eine kurze Zeit verbrachte sie in Paris.

Die dreiblättrige Linde, seit 1949 das Symbol der Domowina, entworfen von Hanka Krawcec

Krawcec kehrte 1928 nach Deutschland zurück und nahm eine gut bezahlte Stelle im Berliner Atelier von Egon Juda an. Juda gehörte zu den besten deutschen Werbegrafikern und sie sammelte wertvolle Erfahrungen. Sie war auch als Modellbauerin tätig und gestaltete eine große Ausstellung chinesischer Kunst in der Preußischen Akademie der Wissenschaften. Ihre Wohnung wurde zu einem Treffpunkt der Sorben und sie erhielt auch Besuche vom Pädagogen und Ethnologen Pawoł Nedo. Nationalsozialistische Repressionen und den Zweiten Weltkrieg erlebte Krawcec in Berlin.

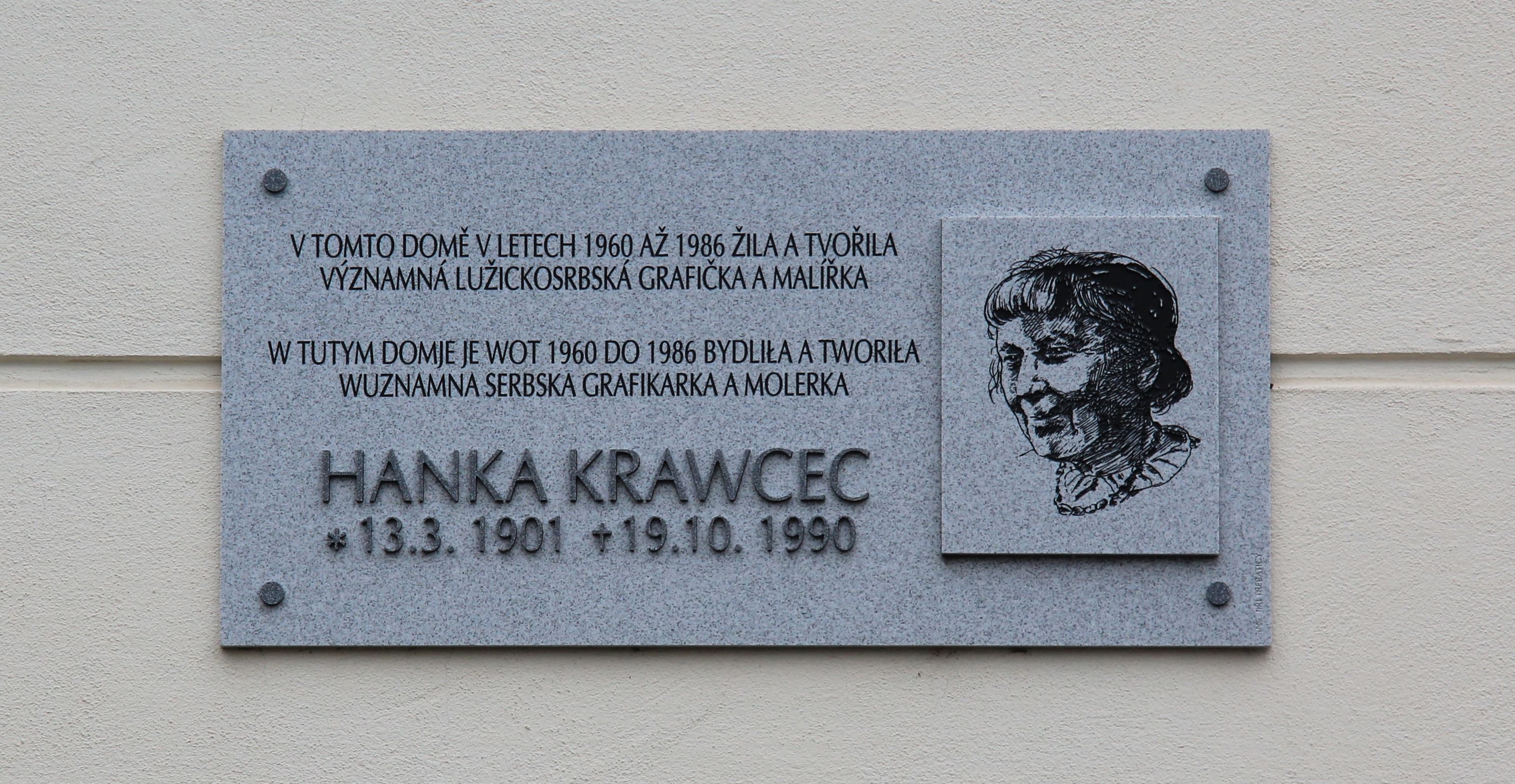
Gedenktafel in Varnsdorf

Die Freundschaft mit Nedo bestand weiter und er bat sie, für die Domowina zu arbeiten. Sie zog nach Bautzen und begann im Januar 1946 in der grafischen Abteilung zu arbeiten. Sie bereitete Werbematerialien, Plakate sowie Einladungen vor und entwarf mit der stilisierten dreiblättrigen Linde auch das offizielle Symbol der Organisation.
Ihre Eltern verloren bei der Bombardierung Dresdens ihre Wohnung und das gesamte Vermögen. Sie ließen sich nach dem Krieg in Varnsdorf nieder, wo sie eine Ehrenpension der tschechoslowakischen Regierung erhielten. Krawcec erfüllte den Wunsch der sterbenden Mutter und kümmerte sich von 1947 an um ihren kranken Vater. Nach seinem Tod im November 1948 blieb sie in der Tschechoslowakei, die ihr im September 1949 die Staatsbürgerschaft verlieh.
Krawcec trat der Liberecer Sektion des Verbands der tschechoslowakischen bildenden Künstler bei und widmete sich ausschließlich ihrem künstlerischen Beruf. Obwohl ihre Arbeit allmählich Anerkennung fand, reichten die Einkünfte nicht zum Leben. In den Jahren von 1953 bis 1955 arbeitete sie als Kassiererin in der Textilindustrie, 1957 erhielt sie eine kleine staatliche Rente. Krawcec war keine gute Geschäftsfrau und erzielte ein bescheidenes Einkommen mit dem Verkauf von Grafiken und Exlibris. Sie erwog 1955 eine Rückkehr in die Lausitz, blieb aber doch in Varnsdorf. Sie erhielt weiterhin Aufträge von der Domowina und anderen sorbischen Institutionen. Neben ihrer künstlerischen Tätigkeit unterrichtete sie begabte Kinder und demonstrierte verschiedene Kunsttechniken im Unterricht der Grundschule. Bis 1985 bestimmte die Kunst ihr Leben.

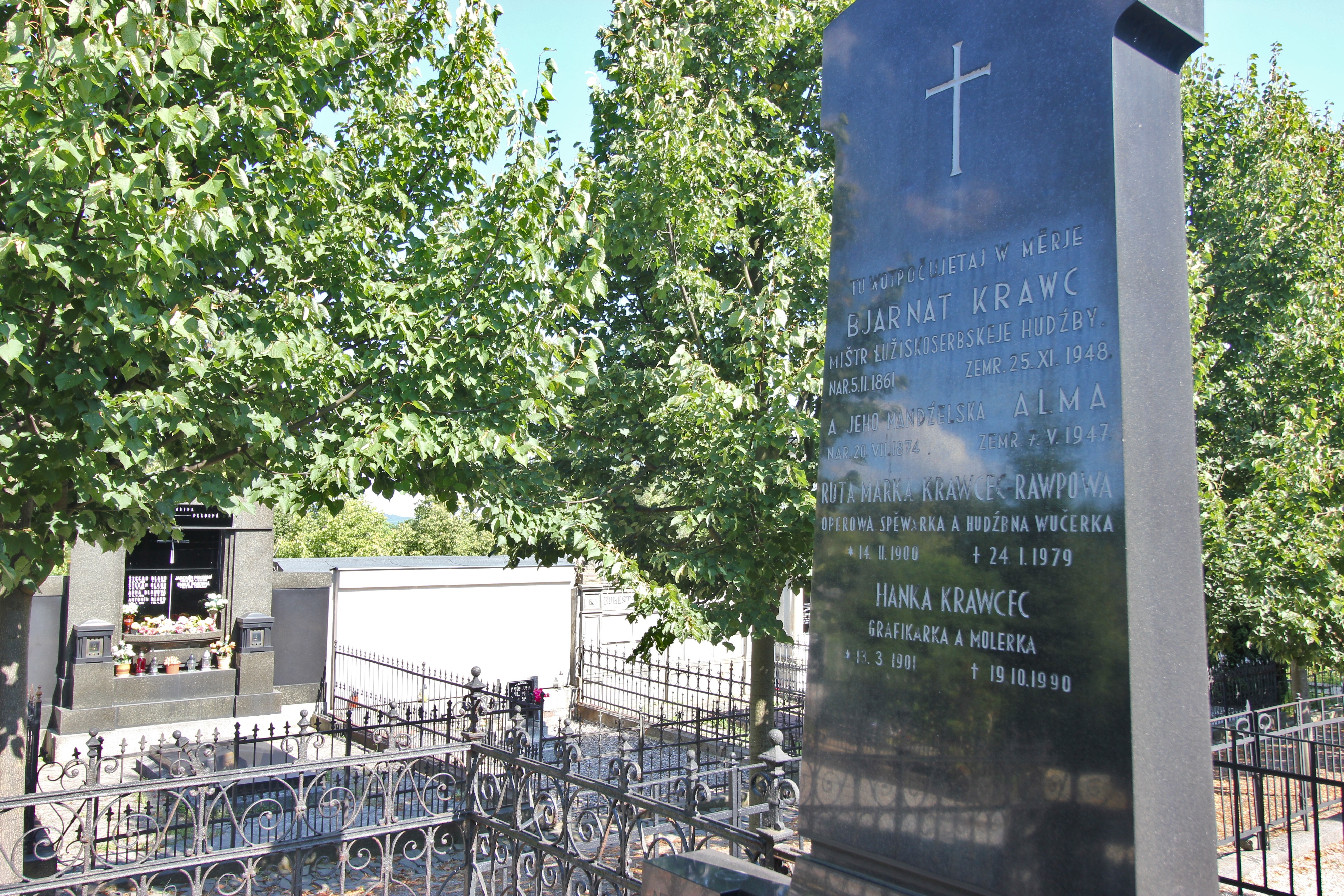
Familiengrab Krawc auf dem Varnsdorfer Friedhof

Im Januar 1986 erkrankte Krawcec an einer schweren Lungenentzündung und wurde ins Krankenhaus eingeliefert. Ab 1988 lebte sie im Altersheim in Filipov, wo sie am 19. Oktober 1990 im Alter von 89 Jahren starb. Sie wurde im Familiengrab in Varnsdorf beigesetzt.

## Werk und Auszeichnungen
Hanka Krawcec galt als eine fleißige, freundliche und bescheidene Künstlerin. Sie hat vierzehn Einzelausstellungen organisiert und an elf Gruppenausstellungen teilgenommen. Der kreative Umfang ihres Schaffens war außergewöhnlich. Durch die Kombination von Volkstraditionen, klassischer Grafik, handwerklicher Perfektion und künstlerischer Qualität schuf sie ein Werk mit Bedeutung in der bildenden Kunst der Lausitzer Sorben. Sie erhielt eine Reihe von Ehrungen und 1982 mit dem Ćišinski-Preis die höchste sorbische Auszeichnung.
Buchillustrationen und Scherenschnitte als Hannah Schneider:
- Bernhard Schneider: Sonne, Sonne, scheine! 25 alte und neue Volkskinderlieder mit Klavierbegleitung. Steingräber, Leipzig 1921.[2]
- Helene Pilz, Bernhard Schneider: Kinderreigen und Singspiele. Steingräber, Leipzig 1921.[3]
- Helene Pilz, Bernhard Schneider: Die lustigen Sieben. Steingräber, Leipzig 1923 (Umschlagzeichnung).[4]
- Jeanne Berta Semmig: Renate im Roten Hause. Eine Erzählung für junge und alte Menschen. O. Laube, Dresden 1923.
- Bernhard Schneider: Ein Liedlein lasst uns heben an! Steingräber, Leipzig 1925.[1]
- Bernhard Schneider: Wenn's Mareile singt. Steingräber, Leipzig 1925.[1]
- Bernhard Schneider: Obersächsische Volkslieder. Steingräber, Leipzig 1926.[5]
- Bernhard Schneider-Krawc: 33 Wendische Volkslieder. Steingräber, Leipzig 1926.[6]